# Вайллант Арена
Вейлант Арена — стадион в Давосе, Швейцария. Используется преимущественно для хоккейных матчей как домашняя арена хоккейного клуба Давос. Вмещает 7080 мест. Каждый год, в промежутке между католическим Рождеством и Новым годом арена принимает Кубок Шпенглера. Находится на высоте 1560 метров над уровнем моря.
Открытый естественный каток рядом со стадионом до 1997 года принимал многие международные соревнования по конькобежному спорту. На нём были побиты многие мировые рекорды, так как в высокогорье ниже сопротивление воздуха, соответственно скорость выше. Одним из ярких примеров является норвежский конькобежец Педер Эстлунд, который в феврале 1900 года установил здесь 4 мировых рекорда за два дня. До сих пор там проходят чемпионаты Швейцарии по конькобежному спорту.

## История
В начале 20 века ХК Давос играл на открытом катке. В 70-х годах была попытка покрыть каток деревянной конструкцией. Однако вскоре после начала работы проект был остановлен из-за денежного дефицита. Когда в 1979 году ХК Давос квалифицировался в NLA, строительство было закончено. Однако во время сезона 1980/1981 боковые стороны всё ещё были открыты. Год спустя они были закрыты стеклянными панелями.
В 1998 году западная трибуна была реконструирована. Вместо площадки для стоящих была построена трибуна с пластиковыми сиденьями. Вместимость арены достигла 7680 человек.
Летом 2005 года новая, современная трибуна с рестораном, VIP-комнатами, сектором для спонсоров и раздевалками была построена на северном секторе. Вместимость была снижена до 7080 мест. Реконструкция продолжилась в 2006 году, была улучшена безопасность южной и восточной трибун, а также рекламных экранов.
В январе 2007 года стадион был переименован в честь немецкого производителя отопительной техники Vaillant, отдавшего 3 миллиона швейцарских франков на реконструкцию арены.
Каждый год, в промежутке между католическим Рождеством и Новым годом арена принимает Кубок Шпенглера. Турниры 2020 и 2021 года не состоялись на этой арене из-за эпидемии коронавируса.

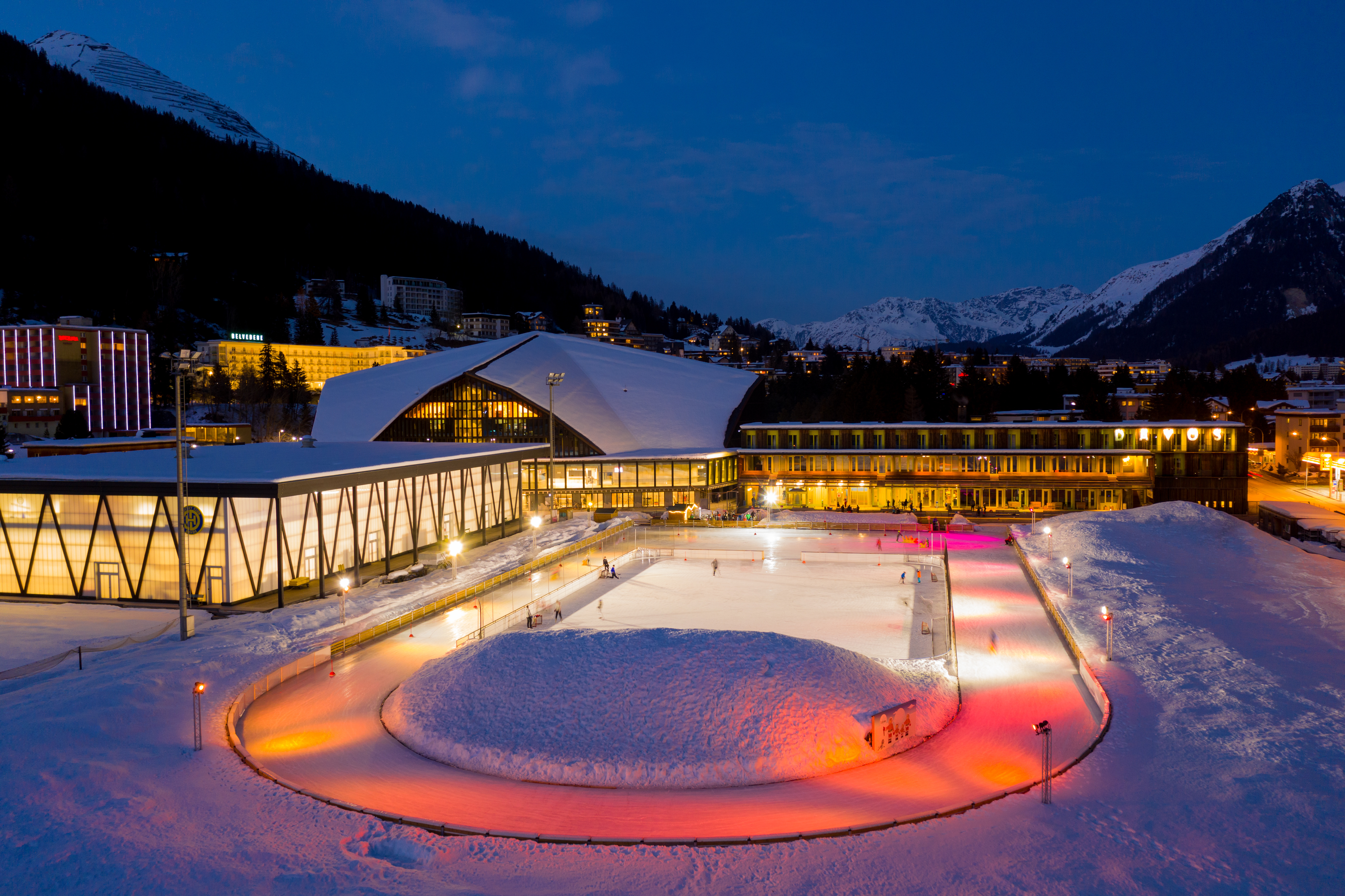
Каток зимой

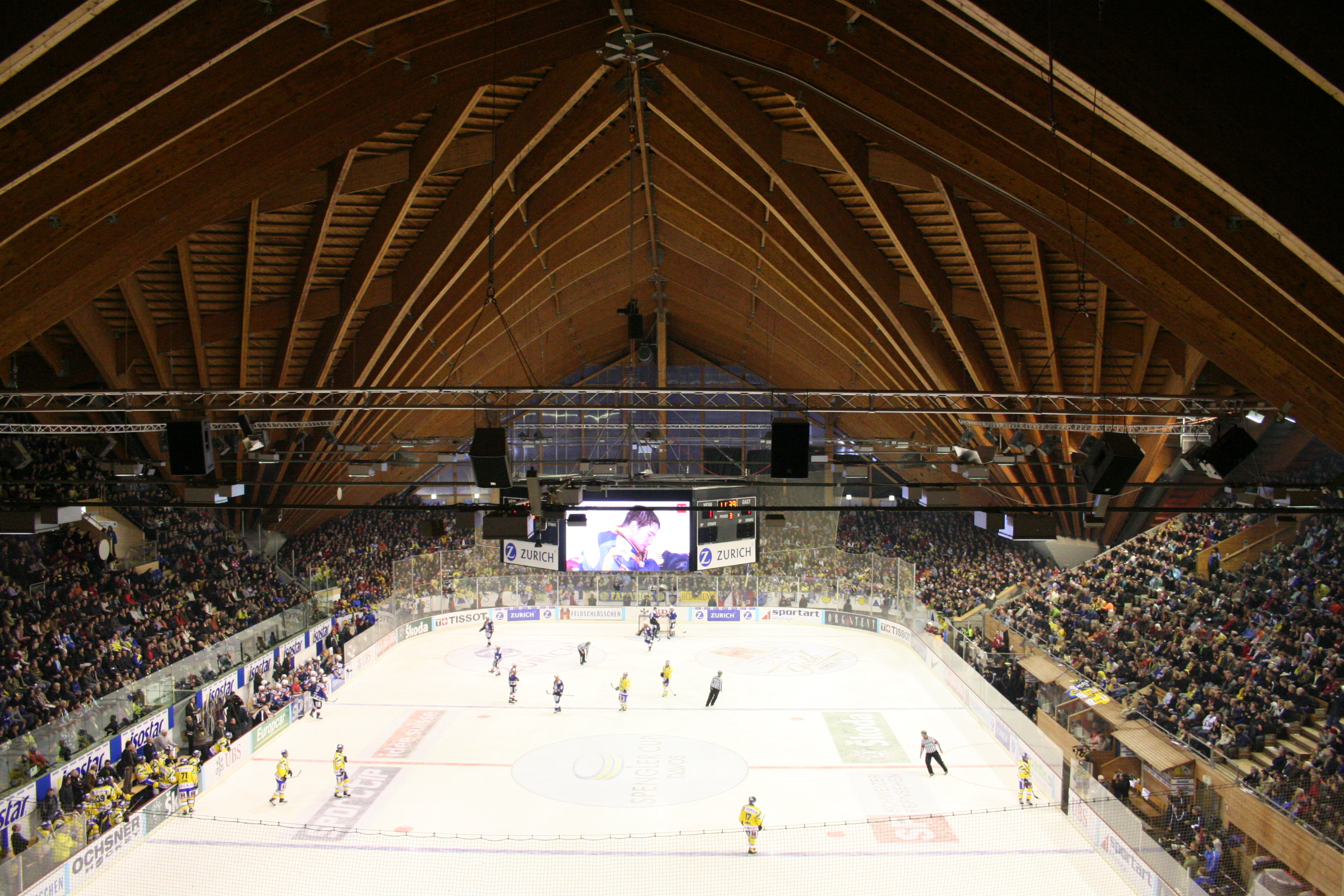
Арена во время проведения Кубка Шпенглера в 2006 году